# Wiesen und Sandgrube bei Gaßenhof
Wiesen und Sandgrube bei Gaßenhof este o arie protejată (arie specială de conservare — SAC, sit de importanță comunitară — SCI) din Germania întinsă pe o suprafață de 24,67 ha, integral pe uscat.

## Localizare
Centrul sitului Wiesen und Sandgrube bei Gaßenhof este situat la coordonatele 49°33′21″N 11°42′47″E / 49.5558°N 11.7131°E.

## Înființare
Situl Wiesen und Sandgrube bei Gaßenhof a fost declarat sit de importanță comunitară în noiembrie 2004 pentru a proteja 2 specii de animale. Situl a fost protejat și ca arie specială de conservare în aprilie 2016.

## Biodiversitate
Situată în ecoregiunea continentală, aria protejată conține 2 habitate naturale: Formațiuni ierboase bogate în specii de Nardus, dezvoltate pe substraturi silicioase în zone montane (și în zone submontane, în Europa continentală), Fânețe de joasă altitudine (Alopecurus pratensis, Sanguisorba officinalis).
La baza desemnării sitului se află mai multe specii protejate de  amfibieni (2): izvoraș-cu-burta-galbenă (Bombina variegata), triton cu creastă (Triturus cristatus).